# Liste der State-, U.S.- und Interstate-Highways in Connecticut
Dies ist eine Aufstellung von State Routes, U.S. Highways und Interstates im US-Bundesstaat Connecticut, nach Nummern.

## State Routes
- Connecticut State Route 2
- Connecticut State Route 2A
- Connecticut State Route 3
- Connecticut State Route 4
- Connecticut State Route 8
- Connecticut State Route 9
- Connecticut State Route 10
- Connecticut State Route 11
- Connecticut State Route 12
- Connecticut State Route 14
- Connecticut State Route 14A
- Connecticut State Route 15
- Connecticut State Route 16
- Connecticut State Route 17
- Connecticut State Route 17A
- Connecticut State Route 19
- Connecticut State Route 20
- Connecticut State Route 21
- Connecticut State Route 22
- Connecticut State Route 25
- Connecticut State Route 27
- Connecticut State Route 30
- Connecticut State Route 31
- Connecticut State Route 32
- Connecticut State Route 33
- Connecticut State Route 34
- Connecticut State Route 35
- Connecticut State Route 37
- Connecticut State Route 39
- Connecticut State Route 40
- Connecticut State Route 41
- Connecticut State Route 42
- Connecticut State Route 43
- Connecticut State Route 45
- Connecticut State Route 47
- Connecticut State Route 49
- Connecticut State Route 53
- Connecticut State Route 55
- Connecticut State Route 57
- Connecticut State Route 58
- Connecticut State Route 59
- Connecticut State Route 61
- Connecticut State Route 63
- Connecticut State Route 64
- Connecticut State Route 66
- Connecticut State Route 67
- Connecticut State Route 68
- Connecticut State Route 69
- Connecticut State Route 70
- Connecticut State Route 71
- Connecticut State Route 71A
- Connecticut State Route 72
- Connecticut State Route 73
- Connecticut State Route 74
- Connecticut State Route 75
- Connecticut State Route 77
- Connecticut State Route 78
- Connecticut State Route 79
- Connecticut State Route 80
- Connecticut State Route 81
- Connecticut State Route 82
- Connecticut State Route 83
- Connecticut State Route 85
- Connecticut State Route 87
- Connecticut State Route 89
- Connecticut State Route 94
- Connecticut State Route 97
- Connecticut State Route 99
- Connecticut State Route 100
- Connecticut State Route 101
- Connecticut State Route 102
- Connecticut State Route 103
- Connecticut State Route 104
- Connecticut State Route 106
- Connecticut State Route 107
- Connecticut State Route 108
- Connecticut State Route 109
- Connecticut State Route 110
- Connecticut State Route 111
- Connecticut State Route 112
- Connecticut State Route 113
- Connecticut State Route 114
- Connecticut State Route 115
- Connecticut State Route 116
- Connecticut State Route 117
- Connecticut State Route 118
- Connecticut State Route 120
- Connecticut State Route 121
- Connecticut State Route 122
- Connecticut State Route 123
- Connecticut State Route 124
- Connecticut State Route 125
- Connecticut State Route 126
- Connecticut State Route 127
- Connecticut State Route 128
- Connecticut State Route 130
- Connecticut State Route 131
- Connecticut State Route 132
- Connecticut State Route 133
- Connecticut State Route 135
- Connecticut State Route 136
- Connecticut State Route 137
- Connecticut State Route 138
- Connecticut State Route 139
- Connecticut State Route 140
- Connecticut State Route 142
- Connecticut State Route 145
- Connecticut State Route 146
- Connecticut State Route 147
- Connecticut State Route 148
- Connecticut State Route 149
- Connecticut State Route 150
- Connecticut State Route 151
- Connecticut State Route 152
- Connecticut State Route 153
- Connecticut State Route 154
- Connecticut State Route 155
- Connecticut State Route 156
- Connecticut State Route 157
- Connecticut State Route 159
- Connecticut State Route 160
- Connecticut State Route 161
- Connecticut State Route 162
- Connecticut State Route 163
- Connecticut State Route 164
- Connecticut State Route 165
- Connecticut State Route 166
- Connecticut State Route 167
- Connecticut State Route 168
- Connecticut State Route 169
- Connecticut State Route 171
- Connecticut State Route 172
- Connecticut State Route 173
- Connecticut State Route 174
- Connecticut State Route 175
- Connecticut State Route 176
- Connecticut State Route 177
- Connecticut State Route 178
- Connecticut State Route 179
- Connecticut State Route 181
- Connecticut State Route 182
- Connecticut State Route 182A
- Connecticut State Route 183
- Connecticut State Route 184
- Connecticut State Route 185
- Connecticut State Route 186
- Connecticut State Route 187
- Connecticut State Route 188
- Connecticut State Route 189
- Connecticut State Route 190
- Connecticut State Route 191
- Connecticut State Route 192
- Connecticut State Route 193
- Connecticut State Route 194
- Connecticut State Route 195
- Connecticut State Route 196
- Connecticut State Route 197
- Connecticut State Route 198
- Connecticut State Route 199
- Connecticut State Route 200
- Connecticut State Route 201
- Connecticut State Route 203
- Connecticut State Route 205
- Connecticut State Route 207
- Connecticut State Route 209
- Connecticut State Route 213
- Connecticut State Route 214
- Connecticut State Route 215
- Connecticut State Route 216
- Connecticut State Route 217
- Connecticut State Route 218
- Connecticut State Route 219
- Connecticut State Route 220
- Connecticut State Route 222
- Connecticut State Route 229
- Connecticut State Route 234
- Connecticut State Route 243
- Connecticut State Route 244
- Connecticut State Route 254
- Connecticut State Route 262
- Connecticut State Route 263
- Connecticut State Route 272
- Connecticut State Route 275
- Connecticut State Route 286
- Connecticut State Route 287
- Connecticut State Route 289
- Connecticut State Route 302
- Connecticut State Route 305
- Connecticut State Route 309
- Connecticut State Route 313
- Connecticut State Route 314
- Connecticut State Route 315
- Connecticut State Route 316
- Connecticut State Route 317
- Connecticut State Route 318
- Connecticut State Route 319
- Connecticut State Route 320
- Connecticut State Route 322
- Connecticut State Route 334
- Connecticut State Route 337
- Connecticut State Route 341
- Connecticut State Route 343
- Connecticut State Route 349
- Connecticut State Route 354
- Connecticut State Route 361
- Connecticut State Route 364
- Connecticut State Route 372

## Interstate Highways
- Interstate 84
- Interstate 91
- Interstate 95
- Interstate 291
- Interstate 384
- Interstate 395
- Interstate 684
- Interstate 691

## U.S. Highway
- U.S. Highway 1
- U.S. Highway 1A
- U.S. Highway 5
- U.S. Highway 6
- U.S. Highway 7
- U.S. Highway 44
- U.S. Highway 202